# Sagrada Família (stacja metra)
Sagrada Família – stacja metra w Barcelonie, na linii 2 i 5. Stacja położona jest w pobliżu katedry Sagrada Família. Stacja została otwarta w 1970.